# Bulgariens herrlandslag i fotboll

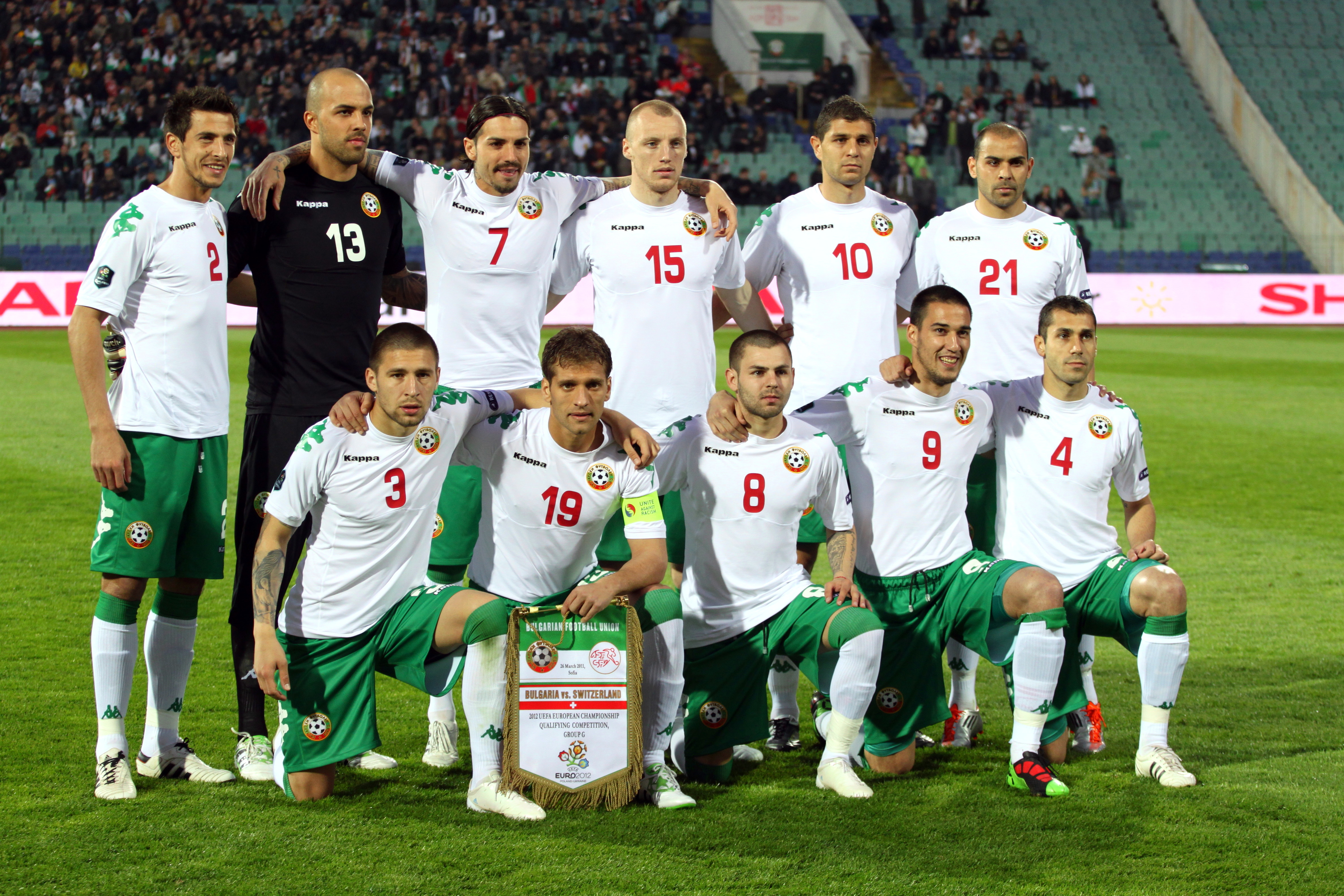
Bulgariens herrlandslag i fotboll 2011

Bulgariens herrlandslag i fotboll representerar Bulgarien i fotboll.

## Historia
Bulgarien spelade sin första herrlandskamp i fotboll den 21 maj 1924 och förlorade då med 0-6 mot Österrike i Wien.

### Bulgarien i Världsmästerskapet
Bulgarien har deltagit i VM sju gånger: 1962, 1966, 1970, 1974, 1986 då Bulgarien för första gången gick vidare från gruppspelet, 1994 då Bulgarien nådde semifinal men förlorade med 1-2 mot Italien och sedan även mot Sverige med 0-4 i bronsmatchen, och 1998.

### Bulgarien i Europamästerskapet
Bulgarien kvalade för första gången in till Europamästerskapet år 1996 och har sedan dess även deltagit i turneringen år 2004.

## Europamästerskapet 1996
Bulgarien kvalade in till EM 1996 och blev lottade grupp B tillsammans med Frankrike, Spanien och Rumänien. I första matchen blev det 1-1 mot Spanien där Stoichkov gjorde ett mål. I nästa match mötte man rivalen Rumänien, vilka man besegrade med 1-0. Bulgarien hade fortfarande chans att gå vidare, men förlorade med 1-3 mot Frankrike och hamnade därmed trea i gruppen och var därmed utslagna.

## Europamästerskapet 2004
År 2004 var Bulgarien åter med i EM sedan man missat EM 2000 och VM 2002. Man blev lottade i samma grupp som Sverige, Danmark och Italien. I första matchen blev det förlust 0-5 mot Sverige efter att bland annat Henrik Larsson gjort två mål. Bulgarien förlorade även mot Danmark med 0-2 och förlorade till slut även sista matchen mot Italien med 1-2. Italiens segermål kom på övertid och innebar att Bulgarien kom sist i hela turneringen.

## Bulgariens kval till Europamästerskapet
Hittills har Bulgarien lyckats kvala in till EM två gånger, år 1996 och 2004.

### Kval 1960-talet
År 1960 deltog man i kvalet, som då började direkt med en utslagningsfas. Man ställdes i åttondelsfinalen mot grannen och rivalen Jugoslavien. Bortamötet förlorades med 0-2 mot och på hemmaplan slutade matchen 1-1, vilket innebär att Bulgarien slogs ut ur kvalet. Även år 1964 började kvalet direkt med utslagningsfasen där man i 16-delsfinalen slog ut Portugal efter 3-1 på hemmaplan och 1-3 på bortaplan. I åttondelsfinalen ställdes Bulgarien inför Frankrike. Frankrike besegrades med 1-0 på hemmaplan, men föll i returen på bortaplan med 1-3 och slogs därmed ut ur kvalet. År 1968 vann man gruppen efter att ha slagit Sverige två gånger om och vunnit mot Portugal och Norge på hemmaplan och spelat oavgjort mot dessa på bortaplan. Den följande kvartsfinalen slutade dock med en sammanlagd förlust med 3-4 mot Italien.

### Kval 1970- och 1980-talet
1972 hamnade man i kvalgrupp två tillsammans med Frankrike, Ungern och Norge. Kvalet inleddes med en vinst med 3-0 mot Ungern, men föll i returen och man slutade två poäng efter dessa. I kvalet 1974 lyckades Bulgarien bara slå Malta i gruppen och gick därmed inte vidare.
År 1984 besegrades Wales på hemmaplan, Norge på bortaplan och man spelade lika emot Norge på hemmaplan. Detta var dock de enda poäng man tog, och gick därmed inte vidare ifrån kvalet. I kvalet 1988 slutade Bulgarien tvåa i sin grupp en poäng bakom Irland. Man kvalade dock aldrig in till mästerskapet.

### Kval 1990-, 2000- och 2010-talet
År 1990 hamnade man fyra i gruppen, före San Marino efter att ha spelat lika 1-1 i den avslutande "måste-matchen" mot Rumänien.
I det följande kvalet gjorde man bra ifrån sig, trots att bara San Marino hamnade efter i tabellen. 1996 säkrade man avancemanget efter ha blivit två i gruppen.
I kvalet till EM 2000 i Belgien/Nederländerna besegrades endast Luxemburg och laget kvalificerade sig inte. År 2004 kvalade man in till EM efter att ha slagit Andorra i näst sista matchen med 3-0. Efter att år 2008 i grupp G ha ställts emot Nederländerna, Rumänien, Slovenien, Albanien, Vitryssland och Luxemburg misslyckades man att kvala in och slutade på en tredjeplats i kvalet efter Rumänien och Nederländerna. Bulgarien har under 2010-talet inte lyckats till några framgångar.

## Kända spelare (i urval)
- Krasimir Balakov
- Dimitar Berbatov
- Valeri Bojinov
- Emil Kostadinov
- Martin Petrov
- Stilijan Petrov
- Hristo Stoitjkov